# Metakahlerit
Metakahlerit (IMA-Symbol Mkah) ist ein selten vorkommendes Mineral aus der Mineralklasse der „Phosphate, Arsenate und Vanadate“ mit der idealisierten chemischen Zusammensetzung Fe2+(UO2)2(AsO4)2·8H2O und damit chemisch gesehen ein wasserhaltiges Eisen-Uranyl-Arsenat.
Metakahlerit kristallisiert im triklinen Kristallsystem, entwickelt aber nur winzige, quadratisch-tafelige Kristalle bis etwa 80 μm Größe, die zu schuppigen Aggregaten zusammentreten. Das Mineral ist im Allgemeinen durchsichtig und von gelber bis gelbbrauner Farbe, wobei die Strichfarbe allerdings hellgelb ist.

## Etymologie und Geschichte
Erstmals entdeckt wurde Metakahlerit in der Grube Sophia bei Wittichen im Landkreis Rottweil in Baden-Württemberg. Analysiert und erstbeschrieben wurde das Mineral durch Kurt Walenta, der es wie das 1953 durch Heinz Meixner erstbeschriebene, verwandte Mineral Kahlerit nach dem österreichischen Geologen Franz Kahler benannte. Das Präfix „Meta-“ weist dabei auf den im Gegensatz zum Heinrichit geringeren Wassergehalt hin.
Typmaterial für das Mineral ist nicht definiert beziehungsweise dessen Aufbewahrungsort nicht dokumentiert.
Da der Metakahlerit bereits lange vor der Gründung der International Mineralogical Association (IMA) bekannt und als eigenständige Mineralart anerkannt war, wurde dies von ihrer Commission on New Minerals, Nomenclature and Classification (CNMNC) übernommen und bezeichnet den Metakahlerit als sogenanntes „grandfathered“ (G) Mineral. Die seit 2021 ebenfalls von der IMA/CNMNC anerkannte Kurzbezeichnung (auch Mineral-Symbol) von Metakahlerit lautet „Mkah“.

## Klassifikation
Bereits in der letztmalig 1977 überarbeiteten 8. Auflage der Mineralsystematik nach Strunz gehörte der Metakahlerit zur Mineralklasse der „Phosphate, Arsenate und Vanadate“ und dort zur Abteilung „Wasserhaltige Phosphate, Arsenate und Vanadate mit fremden Anionen“, wo er zusammen mit Abernathyit, Meta-Ankoleit, Meta-Autunit, Metaheinrichit, Metakirchheimerit, Metanatroautunit, Metanatrouranospinit, Metanováčekit, Metatorbernit, Metauranocircit, Metauranospinit, Metazeunerit, Sincosit und Trögerit sowie dem inzwischen als identisch mit Bassetit identifizierten und diskreditierten Metabassetit und dem als fraglich geltenden Metauramphit die „Meta-Uranit-Reihe“ mit der Systemnummer VII/D.20b bildete.
In der zuletzt 2018 überarbeiteten Lapis-Systematik nach Stefan Weiß, die formal auf der alten Systematik von Karl Hugo Strunz in der 8. Auflage basiert, erhielt das Mineral die System- und Mineralnummer VII/E.02-120. Dies entspricht der neu definierten Abteilung „Uranyl-Phosphate/Arsenate und Uranyl-Vanadate mit [UO2]2+–[PO4]/[AsO4]3− und [UO2]2+–[V2O8]6−, mit isotypen Vanadaten (Sincositreihe)“, wo Metakahlerit zusammen mit Abernathyit, Bassetit, Chernikovit, Lehnerit, Meta-Ankoleit, Meta-Autunit, Metaheinrichit, Metakirchheimerit, Metalodèvit, Metanatroautunit, Metanováčekit, Metarauchit, Metasaléeit, Metatorbernit, Metauranocircit, Metauranospinit, Metazeunerit, Natrouranospinit, Ulrichit, Uramarsit und Uramphit sowie dem inzwischen diskreditierten Pseudo-Autunit die „Meta-Autunit-Gruppe“ mit der Systemnummer VII/E.02 bildet.
Die von der IMA zuletzt 2009 aktualisierte 9. Auflage der Strunz’schen Mineralsystematik ordnet den Metakahlerit ebenfalls in die Abteilung der „Uranylphosphate und Arsenate“ ein. Diese ist weiter unterteilt nach dem Stoffmengenverhältnis der enthaltenen Uranyl- zu den Phosphat-, Arsenat- bzw. Vanadatkomplexen. Das Mineral ist hier entsprechend seiner Zusammensetzung in der Unterabteilung „UO2 : RO4 = 1 : 1“ zu finden ist, wo es zusammen mit Bassetit, Lehnerit, Meta-Autunit, Metaheinrichit, Metakirchheimerit, Metalodèvit, Metanatroautunit, Metanováčekit, Metasaléeit, Metatorbernit, Metauranocircit, Metauranospinit und Metazeunerit sowie den als fraglich geltenden Mineralen Metauramphit und Przhevalskit die „Meta-Autunit-Gruppe“ mit der Systemnummer 8.EB.10 bildet.
In der vorwiegend im englischen Sprachraum gebräuchlichen Systematik der Minerale nach Dana hat Metakahlerit die System- und Mineralnummer 40.02a.15.02. Dies entspricht ebenfalls der Klasse der „Phosphate, Arsenate und Vanadate“ und dort der Abteilung „Wasserhaltige Phosphate etc.“, wo das Mineral zusammen mit Kahlerit in einer unbenannten Gruppe mit der Systemnummer 40.02a.15 innerhalb der Unterabteilung „Wasserhaltige Phosphate etc., mit A2+(B2+)2(XO4) × x(H2O), mit (UO2)2+“ zu finden ist.

## Kristallstruktur
Metakahlerit kristallisiert in der triklinen Raumgruppe P1 (Raumgruppen-Nr. 2) mit den Gitterparametern a = 7,2072(3) Å; b = 9,8242(4) Å; c = 13,2708(6) Å; α = 75,370(1)°; β = 84,024(1)° und γ = 81,839(1)° sowie zwei Formeleinheiten pro Elementarzelle.

## Eigenschaften
Das Mineral ist durch seinen Urangehalt von bis zu 46,77 Gew.-% sehr stark radioaktiv. Unter Berücksichtigung der Mengenanteile der radioaktiven Elemente in der idealisierten Summenformel sowie der Folgezerfälle der natürlichen Zerfallsreihen wird für das Mineral eine spezifische Aktivität von etwa 83,719 kBq/g angegeben (zum Vergleich: natürliches Kalium 0,0312 kBq/g). Der zitierte Wert kann je nach Mineralgehalt und Zusammensetzung der Stufen deutlich abweichen, auch sind selektive An- oder Abreicherungen der radioaktiven Zerfallsprodukte möglich und ändern die Aktivität.

## Bildung und Fundorte
Metakahlerit bildet sich als typisches Sekundärmineral in der Oxidationszone von uran- und arsenhaltigen Lagerstätten. Als Begleitminerale können neben Kahlerit unter anderem noch Arseniosiderit, Löllingit, Siderit, Skorodit und Uraninit auftreten.
Als seltene Mineralbildung konnte Metakahlerit nur an wenigen Orten nachgewiesen werden, wobei weltweit bisher rund 20 Vorkommen dokumentiert sind (Stand 2025). Außer an seiner Typlokalität in der Grube Sophia trat das Mineral in Wittichen noch in anderen nahe gelegenen Bergwerken auf wie beispielsweise dem Clara-Stollen und den Gruben Alt St. Joseph und Neu St. Joseph. Daneben fand sich Metakahlerit in Baden-Württemberg noch in der Antimongrube Schweizergrund bei Sulzburg, der ehemaligen Grube Krunkelbach bei Menzenschwand und in einem Uran-Explorationsstollen bei Müllenbach/Baden-Baden. Des Weiteren trat das Mineral in Deutschland bisher nur noch in der ehemaligen Grube Uranus bei Kleinrückerswalde (Annaberg-Buchholz) im sächsischen Erzgebirgskreis zutage.
Der bisher einzige bekannte Fundort in Österreich ist das Knichtelager bei Lölling (Gemeinde Hüttenberg) in Kärnten.
In der Schweiz kennt man das Mineral bisher nur aus dem Mättital in der Gemeinde Grengiols und aus der Uranprospektion La Creusaz in der Gemeinde Salvan VS im Kanton Wallis.
Weitere bisher bekannte Fundorte sind der Tagebau Mas d'Alary bei Lodève (Hérault) in Südfrankreich, die Krantzberg Mine in der Gemeinde Omaruru (Erongo) in Namibia, Rietkuil bei Beaufort West (Westkap) in Südafrika, einzelne Fundstätten in der Umgebung von Dalbeattie (Dumfries and Galloway) in Schottland (Vereinigtes Königreich) und die Markey Mine im Red Canyon (Utah) in den Vereinigten Staaten von Amerika.

## Vorsichtsmaßnahmen
Aufgrund der starken Radioaktivität des Minerals sollten Mineralproben vom  nur in staub- und strahlungsdichten Behältern, vor allem aber niemals in Wohn-, Schlaf- und Arbeitsräumen aufbewahrt werden. Ebenso sollte eine Aufnahme in den Körper (Inkorporation, Ingestion) auf jeden Fall verhindert und zur Sicherheit direkter Körperkontakt vermieden sowie beim Umgang mit dem Mineral Mundschutz und Handschuhe getragen werden.